# نعومي وايتهيد
نعومي وايتهيد ( 26 سبتمبر 1910) هي معمرة أمريكية تعد أكبر شخص على قيد الحياة في الولايات المتحدة منذ وفاة إليزابيث فرانسيس في 22 أكتوبر 2024. ولدت في ريف جورجيا، تعد واحدة من أقدم الأشخاص في الولايات المتحدة والتي كانت تحظى بشعبية كبيرة لكونها أكبر شخص على قيد الحياة في البلاد، لم تكن حياتها مجرد رحلة طويلة فحسب، بل أيضًا مثالاً على القوة والتحدي، حيث عاشت حياة مليئة بالصعوبات والنجاحات الشخصية.

## نشأتها
وُلدت نعومي تحت اسم "نعومي واشنطن" لأبوين أمريكيين من أصل أفريقي، هما دوغلاس وبولين واشنطن. نشأت في مزرعة صغيرة في جورجيا حيث كانت العائلة تعمل في زراعة القطن والتبغ. كانت نشأتها بسيطة ولكن مليئة بالقيم الأساسية مثل العمل الجاد والتمسك بالأرض والعائلة. عاشَت مع أشقائها الأكبر سناً، مثل دوغلاس، كلارنس، إلين وفيولا في بلدة باترسون بولاية جورجيا.
منذ شبابها، كانت نعومي تتعلم كيفية التعامل مع الحياة الريفية القاسية في جنوب الولايات المتحدة، حيث كانت الزراعة وتربية الحيوانات جزءًا أساسيًا من حياتهم اليومية. وقد شكلت هذه البيئة المبكرة الأساس للعديد من القيم والمعتقدات التي حملتها طوال حياتها.

## حياتها الأسرية
تزوجت نعومي في وقت لاحق في حياتها وأنشأت عائلة. لديها ثلاثة أبناء: إلبرت (الذي وُلد في 1934 وتوفي في 2006)، سيلفستر، وباريش (الذي وُلد في 1933 وتوفي في 2011). في الثمانينات من عمرها، فقدت زوجها، ومع ذلك استمرت في العيش بشكل مستقل ومرن في حياتها اليومية.
خلال حياتها، حافظت نعومي على اتصال وثيق بعائلتها وأحفادها، وقد كانت دائمًا محط إعجاب لكل من حولها بسبب روحها الإيجابية وعزيمتها القوية.

## عادات طول العمر
واحدة من أكبر المزايا التي تتمتع بها نعومي وايتهايد والتي أشار إليها الكثيرون كانت عاداتها الصحية. أكدت في العديد من المقابلات الصحفية أنها لم تدخن أو تشرب الكحول أبدًا طوال حياتها. كانت تعتبر أن الحفاظ على نمط حياة بسيط وصحي كان سرًا من أسرار طول عمرها. قالت في إحدى مقابلاتها: "سأعيش ما دام الرب يسمح لي بذلك"، معبرة عن إيمانها العميق وأملها في أن تستمر حياتها قدر الإمكان.

## موقفها تجاه الحياة
كانت نعومي وايتهايد تعرف الحياة بأنها رحلة مليئة بالتحديات والفرص، وقد تمسكت بهذه الفلسفة حتى آخر أيامها. بالرغم من التحديات التي واجهتها في شبابها والعديد من الخسائر الشخصية التي مرّت بها، كانت دومًا تتسم بالهدوء والإيمان بأن كل شيء يأتي في وقته. نعومي وايتهايد مثال حقيقي على كيفية العيش طويلاً وبصحة جيدة. مع ذلك، ليس طول العمر هو ما يميزها فحسب، بل القدرة على الاستمتاع بالحياة والتمسك بالأمل رغم الصعوبات التي يمكن أن تواجهها.
حياتها مليئة بالحب والعائلة، وتُعد قصة حياتها مثالًا يُحتذى به في كيفية التغلب على تحديات الحياة والمضي قدمًا بكل عزيمة.